# كارلوس فيسنتي (لاعب كرة قدم)
كارلوس فيسنتي روبلز (بالإسبانية: Carlos Vicente Robles؛ مواليد 23 أبريل 1999) هو لاعب كرة قدم إسباني يلعب لصالح نادي ديبورتيفو ألافيس. يلعب في المقام الأول كجناح أيمن، كما يمكنه اللعب كمهاجم أيضًا.

## المسيرة الكروية
ولد في سرقسطة، أراغون، وانضم فيسينتي إلى فريق الشباب في ريال سرقسطة في عام 2017، من ملعب الدار البيضاء. خاض أول مباراة له مع الفريق الأول [الإنجليزية]
 في 24 سبتمبر من ذلك العام، حيث دخل كبديل في الشوط الثاني في مباراة خارج أرضه ضد نادي بادالونا والتي انتهت بخسارة النادي بنتيجة 5–2 في دوري الدرجة الثانية ب.
سجل فيسينتي هدفه الأول مع الفريق الأول في 2 سبتمبر 2018، مسجلاً الهدف الرابع لفريقه في فوز ساحق 4–0 على نادي كالاموتشا [الإنجليزية]
 في دوري الدرجة الثالثة، وأنهى موسم 2018–19 بعشرة أهداف حيث فشل ديبورتيفو أراجون في الصعود في المباريات الفاصلة. في 5 أكتوبر 2020، وقع عقدًا لمدة عام واحد مع نادي جيمناستيك دي تاراغونا، وتم تعيينه في البداية في فريق المزرعة [الإنجليزية]
 في المستوى الرابع.
غادر فيسينتي نادي ناستيك في 6 نوفمبر 2020، بعد مباراة واحدة فقط مع بوبلا، وانضم إلى نادي إس دي إيجيا [الإنجليزية]
 في المستوى الثالث في 30 ديسمبر. في 24 يونيو 2021، انتقل إلى نادي كالاهورا في دوري الدرجة الأولى الإسباني لكرة القدم.
في 30 يونيو 2022، بعد تسجيله 11 هدفًا، وهو أفضل رقم في مسيرته مع فريق ريوجان، وقع فيسينتي مع راسينغ فيرول في نفس القسم. شارك في جميع المباريات خلال الموسم العادي، وسجل ثمانية أهداف حيث حقق النادي الصعود إلى الدرجة الثانية بعد 15 عامًا.
خاض فيسينتي أول مباراة احترافية له في 12 أغسطس 2023، حيث بدأ في مباراة الفوز 1–0 خارج أرضه على نادي إلتشي. سجل هدفه الاحترافي الأول في 10 سبتمبر، مسجلاً هدف التعادل من خلال ركلة جزاء في مباراة انتهت بالتعادل 2–2 على أرضه ضد فياريال سي إف ب.
في 22 ديسمبر 2023، انضم فيسينتي إلى نادي ديبورتيفو ألافيس في الدوري الإسباني مقابل رسوم قدرها 600000 يورو، ووقع عقدًا لمدة ثلاث سنوات ونصف مع النادي. شارك لأول مرة في هذه الفئة في 2 يناير التالي، حيث حل بديلاً لأنتونيو بلانكو في مباراة انتهت بالتعادل 1–1 خارج أرضه ضد ريال سوسيداد.

## الحياة الشخصية
شقيق فيسينتي التوأم ديفيد هو أيضًا لاعب كرة قدم. ظهير أيمن، كما مثل نادي سرقسطة.

## وصلات خارجية
لا توجد روابط لمواقع التواصل الاجتماعي.

- كارلوس فيسنتي على BDFutbol
- كارلوس فيسنتي  على سكروي
- Carlos Vicente على موقع قاعدة بيانات كرة القدم.إي يو (الإنجليزية)
- Carlos Vicente على موقع Soccerway.com (الإنجليزية)
- Carlos Vicente على موقع عالم كرة القدم.نت (الإنجليزية)